# Hedi Slimane
Hedi Slimane (* 5. července 1968) je francouzský módní fotograf a návrhář.

## Životopis
Narodil se italské matce a tuniskému otci v Paříži. Svůj první fotoaparát dostal v jedenácti letech. Později se začal zajímat o módu. Studoval historii umění na École du Louvre. Fotografoval řadu osobností, mezi které patří například Courtney Love, Dustin Hoffman, Amy Winehouse, Gore Vidal, John Cale, John Lydon, Robert De Niro a Pete Doherty. Vystavoval v New Yorku, Berlíně, Tokiu, Los Angeles, Amsterdamu a mnoha dalších městech.